# Bahodir Hafizov
Bahodir Hafizov, in russo Баходир Хафизов? (...), è un astronomo uzbeko.
Il Minor Planet Center lo accredita per la scoperta dell'asteroide 210271 Samarkand, effettuata il 2 ottobre 2007 in collaborazione con Aleksej Sergeev.